# طارق ثابت
طارق ثابت (عربی: طارق ثابت؛ زادهٔ ۱۶ اوت ۱۹۷۱) یک بازیکن فوتبال اهل تونس است.
وی همچنین در تیم ملی فوتبال تونس بازی کرده‌است.